# 대한민국 민법 제441조
대한민국 민법 제441조는 수탁보증인의 구상권에 대한 민법 채권법 조문이다.

## 조문
제441조(수탁보증인의 구상권) ① 주채무자의 부탁으로 보증인이 된 자가 과실없이 변제 기타의 출재로 주채무를 소멸하게 한 때에는 주채무자에 대하여 구상권이 있다.
②제425조제2항의 규정은 전항의 경우에 준용한다.

第441條(受託保證人의 求償權) ① 主債務者의 付託으로 保證人이 된 者가 過失없이 辨濟 其他의 出財로 主債務를 消滅하게 한 때에는 主債務者에 對하여 求償權이 있다.
②第425條第2項의 規定은 前項의 境遇에 準用한다.

## 같이 보기
- 구상권
- 보증